# Fiammetta Fadda
Fiammetta Fadda (Trieste, 16 giugno 1941) è una giornalista, personaggio televisivo e gastronoma italiana.

## Biografia
Il padre, originario di Cagliari, si trasferì a Trieste alla fine degli anni trenta, dove Fadda nacque nel 1941. Fiammetta Fadda è laureata in lettere classiche, ha iniziato la sua carriera collaborando con Cosmopolitan (ha raccontato che il suo primo incarico fu scrivere per questa rivista l'oroscopo). Direttrice della rivista Grand Gourmet - periodico di alta cucina e bien vivre dal 1997 al 2004, attualmente tiene una rubrica di enogastronomia su Panorama per la quale è responsabile della pagina settimanale Food.
Rotariana, è dame chevalier de l'Ordre des Coteaux de Champagne e vicedelegato dell'Accademia italiana della cucina. È stata una delle principali sostenitrici di Gualtiero Marchesi, su cui ha realizzato diversi articoli e a cui dedicò un numero speciale di Grand Gourmet nel 2000. Sulle pagine di quel numero scrisse: 
È nota al grande pubblico per aver partecipato come giudice alle trasmissioni di LA7 Chef per un giorno e Cuochi e fiamme. Da ottobre 2017 a giugno del 2020 è stata giudice all'interno della trasmissione televisiva La prova del cuoco su Rai 1.

## Pubblicazioni
- La cucina Weight Watchers per la famiglia, Sperling & Kupfer 1997
- Scuola di cucina Weight Watchers. Le regole d'oro dell'alimentazione leggera, Sperling & Kupfer 1999

## Televisione
- Chef per un giorno, LA7 (2006-2010)
- Cuochi e fiamme, LA7d (2010-2012)
- La prova del cuoco, Rai1 (2017-2020)